# Carlos Vicente Geroni Flores
Carlos Vicente Geroni Flores (Alejandro Carlos Vicente Geroni; * 22. März 1895 in Buenos Aires; † 22. Juni 1953 in Lissabon), bekannt als Negro Flores,  war ein argentinischer Geiger, Pianist, Bandleader und Tangokomponist.

## Leben
Geroni Flores begann im Alter von fünf Jahren Klavier und Geige zu spielen. Er setzte seine Ausbildung bei Ernesto Drangosch fort und studierte als Stipendiat Harmonielehre bei Cayetano Troiani. Als er elf Jahre alt war, kam er an der Conservatorio Real de Lisboa, wo er einen Abschluss als Lehrer für Klavier und Violine erhielt. Nach seiner Rückkehr nach Buenos Aires trat er als Solist in Konzerten auf und wurde Erster Geiger einer italienischen Operettenkompagnie unter Leitung von Luigi Manicinelli.
1913 reiste er mit Enrique Saborinado nach Paris. Beide hatten dort als Duo erfolgreiche Auftritte in den angesehensten Salons und gastierten anschließend u. a. in Ambères, Brüssel und London, bis sie 1915 nach Ausbruch des Ersten Weltkrieges nach Buenos Aires zurückkehren mussten. Geroni Flores trat dort einige Zeit als Klaviersolist auf und schloss sich dann einer kleinen Formation von Arturo Bernstein und bald darauf dem Orchester von Agesilao Ferrazzano an. 
Im Jahr 1919 gründete er seine erste Gruppe mit den Bandoneonisten Luis Petruccelli und Carlos Marcucci und den Geigern Emilio Ferrer und Esteban Rovati; er selbst spielte Klavier. Daneben trat er mit Agesilao Ferrazzano im Foyer des Teatro de la Opera auf, während auf der Bühne des Hauses das Orchester Roberto Firpos spielte. Später trat er wiederum als Solist in der Confitería Colón auf.
Mit einer neuen Gruppe, bestehend aus Emilio Ferrer und Bernardo Germino, Carlos Marcucci und Pascual Mazzeo (Bandoneon) und Salvador Ibáñez (Posaune), wurde er 1922 vom Label Victor für Aufnahmen engagiert. Nach dem Ende der Aufnahmen wurden Arturo Bettoni und Fausto Frontera die neuen Geiger seines Orchesters, das u. a. in Samuel Linnigs Sainete Milonguita am Teatro Nacional auftrat. Manolita Poli sang dabei seinen Tango Melenita de oro. Zwischen 1924 und 1929 trat das Orquesta Típica Flores regelmäßig in den Cafés Germinal und Nacional, im Cabaret Follies Bergère und im Kino San Martín de Flores auf.
1929 wurde im Teatro Nacional das Stück La sangre de las guitarras von Vicente Retta und Carlos Max Viale mit Musik von Geroni Flores uraufgeführt. Mit einem Sextett, bestehend aus Antonio Rodio und Alberto Mercy (Geige), Gabriel Clausi und Pascual Storti (Bandoneon), Luis Bernstein (Kontrabass) und ihm selbst am Klavier, spielte er 1930 seine letzten Aufnahmen beim Label Victor ein.
Mit den Bandoneonisten Luis Moresco, Héctor Presas und César Ginzo, den Geigern Alberto Mercy und Víctor Canfrange und den Sängern Alfredo Marino und Héctor Farrell begann er 1931 eine Tournee, die ihn nach Montevideo und Rio de Janeiro, zu den Kanarischen Inseln und später nach Afrika und Europa führte. In Europa schlossen sich seinem Orchester Alberto Celenza, Alberto Romano, Joaquín Mora, Tito Landó und andere an. 
Nachdem ihr Agent die gesamten Finanzmittel der Gruppe veruntreut hatte, musste sie aufgelöst werden. Geroni Flores ging als Klavier- und Violinlehrer nach Lissabon. Daneben betätigte er sich als Maler und trat als Schauspieler in dem Film Pan nuestro auf, für den er auch die Musik komponierte. Ein Versuch, sich in Spanien finanziell zu sanieren, scheiterte, da er im Spanischen Bürgerkrieg das Land verlassen musste. Ein Angebot der SADAIC, nach Argentinien zurückzukehren, das ihm Lito Bayardo 1950 überbrachte, lehnte er ab und verbrachte seine letzten Lebensjahre im Portugal im Exil.

## Kompositionen
- Soñador
- El compromiso
- La cautiva
- Por el camino (Text von Benjamín Tagle Lara)[2]
- Melenita de oro (Uraufführung durch Manolita Poli)
- Campana de plata (Uraufführung durch Manolita Poli, aufgenommen vom Orchester Roberto Firpos mit Ignacio Corsini)
- Flor de pena (aufgenommen vom Orchester Eduardo Del Pianos mit Roberto Bayot)
- La cautiva
- Melenita de oro
- A la luz del candil
- Andate con la otra
- Melancólica casita (mit Enrique Dizeo)
- Sólo se quiere una vez (mit Claudio Frollo)
- Alzame en tus brazos (mit Francisco García Jiménez)
- Muchachos me voy (mit Agustín Magaldi und Pedro Noda)
- Flor de trap (mit Luis Roldán)
- Mientras lloran los zorzales (mit Benjamín Tagle Lara)